# Parasola plicatilis
Parasola plicatilis es una especie de hongo saprotrófico pequeño en la familia Psathyrellaceae con sombrero plicado  (diámetro hasta 35 mm). Se encuentra ampliamente distribuido en Europa y América del Norte.
Esta especie es un descomponedor que se encuentra en zonas de pastos, solo, disperso o en pequeños grupos. Los cuerpos fructíferos crecen por la noche después de una lluvia y se auto digieren luego que se dispersan las esporas. Sino, se secan rápidamente con el sol de la mañana, o eventualmente colapsan por el peso de sus sombreros.